# Tramelogedia
La tramelogedia è un genere teatrale ibrido tra melodramma e tragedia, inventato da Vittorio Alfieri.

## Origine
Nella prefazione all'Abele (1790), unica tramelogedia data alle stampe dall'Alfieri, viene definita "opera-tragedia".